# 소빈카

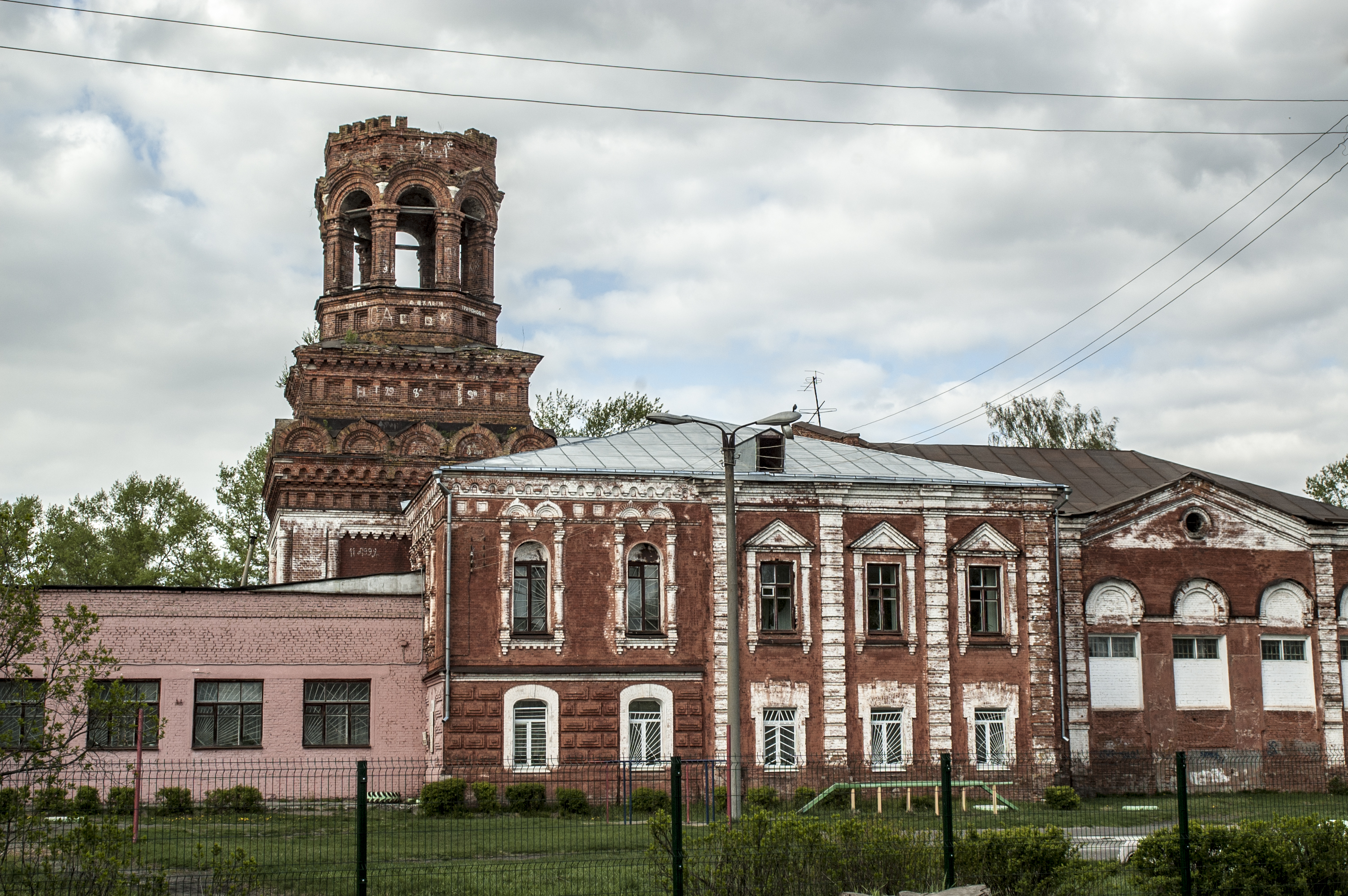

소빈카(러시아어: Собинка)는 러시아 블라디미르주 중부에 위치한 도시로, 인구는 21,054명(2002년 기준)이다. 클랴지마 강 우안과 접하며 블라디미르(블라디미르 주의 주도)에서 남서쪽으로 37km 정도 떨어진 곳에 위치한다.
1850년대 섬유 공장이 들어서면서 주위에 노동자 취락이 형성되었다. 러시아 혁명 이후에 공장 이름이 공산주의 전위 공장(Коммунистический авангард)으로 변경되면서 마을 이름도 1920년대부터 짧은 기간 동안 공장의 러시아어 약칭인 코마바가르드(Комавангард)라는 이름으로 존재했고 1939년 시로 승격되었다.